# Дзеркало (фільм, 1974)
«Дзеркало» (рос. «Зеркало») — радянський художній фільм 1974 року, режисера Андрія Тарковського.

## Сюжет
Гнат (Гнат Данильцев) дивиться телевізор, де показують, як лікар лікує юнака, що сильно заїкається. Події відбуваються в трьох часових пластах: до, під час і після війни. Фільм складається зі сновидінь і спогадів Олексія. Спогади і сни стосуються в основному матері, сільського будинку, де Олексій провів дитинство, а також дружини Олексія Наталії та його сина Гната. Головні події в житті героя — розлучення батьків, повоєнне дитинство — подані плавно, події поступово змінюють одна одну, чергуючись з кадрами кінохроніки. Сімейні розмови надають затишок картині, в фіналі — некваплива розмова юних батьків Олексія про дитину, яку вони ще тільки чекають. Головний герой оповідання — Олексій — знаходиться в кадрі, тільки будучи дитиною. Дорослим в «повний зріст» він не показаний: ми чуємо його голос (Інокентій Смоктуновський), бачимо його руки і його самого (можливо, на смертному одрі) — камера дивиться немов би його очима. У фільмі багато документальних вставок: Громадянської війни в Іспанії, Німецько-радянської, прикордонного конфлікту з Китаєм, запуску радянських стратостатів. Фільм супроводжується віршами Арсенія Тарковського, що звучать за кадром у виконанні автора, музикою Баха, Перселла та інших композиторів.

## У ролях
- Маргарита Терехова — мати, Наталія
- Олег Янковський — батько
- Пилип Янковський — Альоша (5 років)
- Гнат Данильцев — молодий Олексій (12 років), Гнат
- Микола Гринько — директор друкарні
- Алла Демидова — Ліза
- Юрій Назаров — військовий інструктор
- Анатолій Солоніцин — доктор
- Олександр Мішарін — доктор у смертного одра Олексія
- Лариса Тарковська — Надія
- Тамара Огороднікова — няня, сусідка, дивна жінка за чайним столиком
- Андрій Тарковський — хтось в шубі, дорослий Олексій на смертному одрі

## Знімальна група
- Режисер:  Андрій Тарковський
- Сценарій:  Олександр Мішарін,  Андрій Тарковський
- Оператор:  Георгій Рерберг
- Композитор:  Едуард Артем'єв
- Художники:  Микола Двигубський, Неллі Фоміна